# André Broeks
André Broeks (Kerkrade, 12 april 1954) is een Nederlands voormalig voetballer die uitkwam voor Roda JC Kerkrade en Willem II.
André Broeks debuteerde in het seizoen 1972/1973 namens Roda JC in het betaalde voetbal. Met de club uit zijn geboorteplaats veroverde de verdediger in dat seizoen direct de titel in de eerste divisie.
Ook in de eredivisie was Broeks een vaste waarde. In 1976 reikte hij met de Limburgers zelfs tot de finale van de KNVB Beker, waarin PSV na verlenging met 1-0 te sterk bleek.
Tot 1980 bleef Broeks een gewaardeerde kracht bij Roda JC, maar na de komst van trainer Piet de Visser raakte de verdediger uit beeld. Tijdens het seizoen 1980-1981 werd hij verhuurd aan Willem II. Na afloop van dat seizoen beëindigde Broeks zijn spelerscarrière in het betaalde voetbal.
Broeks speelde nog in de Belgische derde klasse voor Bilzerse VV en in de Hoofdklasse voor EHC. Vanaf 1984 ging hij op laag niveau voor RKVV Haanrade spelen. In het zaalvoetbal kwam hij uit voor SHC Consten uit Chevremont. Broeks bouwde af bij RKVV Miranda waar hij in 1992 stopte met voetballen.

## Erelijst
- Eerste divisie: 1973
- KNVB Beker: finalist 1976